# Amer Delić
Amer Delić (ur. 30 czerwca 1982 w Tuzli) – bośniacki tenisista, który do września 2010 roku bronił barw Stanów Zjednoczonych, reprezentant Bośni w Pucharze Davisa.

## Kariera tenisowa
Jako tenisista zawodowy Delić występował w latach 2003–2012.
Wygrał w przeciągu kariery 6 turniejów o randze ATP Challenger Tour (w Meksyku (2005), Louisville (2006), Champaign (2006), Dallas (2008), Carson (2008) i Sarajewie (2011)). Pokonywał bardziej utytułowanych graczy, takich jak m.in. Nikołaj Dawydienko, który był trzecim tenisistą świata.
W turniejach wielkoszlemowych najlepszym rezultatem Delicia jest 3 runda podczas Australian Open z 2009 roku.
W rankingu gry pojedynczej Delić najwyżej był na 60. miejscu (9 lipca 2007), a w klasyfikacji gry podwójnej na 74. pozycji (10 września 2007).

### Zwycięstwa w turniejach ATP Challenger Tour

#### Gra pojedyncza (6)
| Nr | Rok  | Turniej    | Nawierzchnia | Przeciwnik         | Wynik finału  |
| 1. | 2005 | Meksyk     | Ceglana      | Jeff Morrison      | 6:4, 3:6, 6:3 |
| 2. | 2006 | Louisville | Twarda       | Stéphane Bohli     | 3:6, 6:2, 6:3 |
| 3. | 2006 | Champaign  | Twarda       | Zack Fleishman     | 6:3, 6:0      |
| 4. | 2008 | Dallas     | Twarda       | Stéphane Bohli     | 6:4, 7:5      |
| 5. | 2008 | Carson     | Twarda       | Alex Bogomolov Jr. | 7:6, 6:4      |
| 6. | 2011 | Sarajewo   | Twarda       | Karol Beck         | walkower      |